# Jacques Herman
Jacques Herman, né à Tirlemont en Belgique le 11 mai 1948, est un artiste peintre, poète, historien et enseignant vaudois.

## Biographie
Originaire de Pully, Jacques Herman a publié des manuels scolaires et de nombreux livres d'histoire, dont Mémento d'histoire universelle en 1978. Jacques Herman est aussi poète, il a publié ses premiers poèmes à l'âge de 15 ans. En 1989, il publie son recueil De la pierre philosophale et en 2005 Les gerfauts.
Mis à part la poésie, Jacques Herman, s'adonne aussi à la peinture. Il peint à l'huile et à l'acrylique. Il a exposé à l'Entracte ainsi qu'au Musée cantonal des beaux-arts de Lausanne où il a travaillé avec René Berger. À la fin des années 1970 il continue à dessiner mais s'abstient de peindre pendant 25 ans. Lorsqu'il se remet à peindre, il opte pour l'aquarelle. Sa première exposition a lieu en 1999.
En 2008, il publie un nouveau recueil de poésie, La sittelle ainsi qu'un recueil de douze poèmes originellement écrits en néerlandais, De vlaamse gedichten. En 2009 paraît L'homme de paille recueil de poèmes.
Ancien président de l'Association vaudoise des écrivains et ancien trésorier du Centre suisse romand du PEN club, Jacques Herman est également Vice-président de l'Académie Rhodanienne des Lettres, membre de la Société fribourgeoise des écrivains, de l'Association valaisanne des écrivains, et de la Société des écrivains des Nations unies. Membre du Grand Orient de Suisse et du Grand Orient de Roumanie, ancien Grand Maître du Grand Orient de Suisse.
Avec Maria Zaki, il propose un genre de poésie novateur dont on ne connaît pas d’équivalent dans la poésie contemporaine que les deux poètes nomment : Poésie entrecroisée. Le concept, initié en 2013, ne trouve pas son originalité seulement dans le duo des poètes mais dans la structure-même des poèmes : chaque poème se compose à la fois de vers de l’un tressés avec ceux de l’autre, en adoptant la typographie romaine pour Maria Zaki et l'italique pour Jacques Herman.
En 2008, il obtient le Prix de l'Association valaisanne des écrivains, en 2009, le premier prix de la Fête de la Poésie à Genève, en 2013, le Prix de la Société des écrivains valaisans, en 2014, le Prix d'Honneur Naji Naaman à Beyrouth et en 2015 le Prix de Poésie 2015 du Bureau Culturel de l'Ambassade d’Égypte à Paris (Festival de la Diversité Culturelle-UNESCO).

## Œuvres
- De la Pierre Philosophale, Ed. Tetrasomia, Oubesk, 1984 (ill. de V. Agapiescu)
- Les Gerfauts, Ed. G. Boulianne, Montréal, 2006 (préface de Philippe Lemoine)
- Les Tartanes, Ed. du Madrier, Pailly, 2007 (Préface de Luce Péclard)
- Les Couleurs de l'Amer, Ed. du Madrier, Pailly, 2007 (Préface de Jacques Tornay)
- De Vlaamse Gedichten, Ed. du Madrier, Pailly, 2008
- La Sittelle, Ed. du Madrier, Pailly, 2008
- L'homme de paille, Ed. du Madrier, Pailly, 2009
- Clouer le bec au temps, Ed. du Madrier, Pailly, 2009
- De l'aube à l'aube, Ed. Flammes d'âme, 2010 (Préface de Jean-Marc Theytaz)
- Finis Gloriae Mundi, Ed. du Madrier, Pailly, 2010 (Préface de Ronald Fornerod)
- Les ateliers d'écriture. Éviter les pièges et progresser, Ed. Cabédita, 2010
- Et un ciel dans un pétale de rose, Poèmes entrecroisés, coécrit avec Maria Zaki, Paris, L'Harmattan, 2013.
- Le Phénomène Maçonnique Décortiqué, Ed. AVV Media, Cluj-Napoca, 2014.
- Risées de sable, coécrit avec Maria Zaki, Paris, L'Harmattan, 2015.
- Un tout autre versant, coécrit avec Maria Zaki, Paris, L'Harmattan, 2016 (Préface de Jacques Tornay).
- Hormis le silence, Poésie entrecroisée, coécrit avec Maria Zaki, Bilingue (français-arabe), Paris, L'Harmattan, 2017.
- Les signes de l'absence, Poésie entrecroisée, coécrit avec Maria Zaki, Bilingue (français-italien), Alberobello-Paris, Aga-L'Harmattan, 2018. Introduction et traduction de Mario Selvaggio.
- Comme l'aimant le fer, Poésie entrecroisée, coécrit avec Maria Zaki, Paris, L'Harmattan, 2020.
- Dialogue en aphorismes, coécrit avec Maria Zaki, Bilingue (français-anglais), Paris, L'Harmattan, 2020. Introduction et traduction de Matthew Brauer.

Publications dans le domaine de l'histoire :
- 150 Documents d'Histoire Générale de 1789 à 1973, Ed. Payot, Lausanne, 1973 (avec J.J. et F. Bouquet et L. Hubler)
- 160 Documents d'Histoire Générale de 1789 à 1983, Ed. Payot, Lausanne, 1973 (avec J.J. et F. Bouquet et L. Hubler)
- Mémento d'Histoire Universelle, Ed. R. Bettex, Lausanne, 1978
- Leitfaden der Weltgeschichte, Klett und Ballmer Verlag, Zug, 1981
- La ville au moyen âge,DIPC, État de Vaud, 1983 (avec P. Isoz)
- Quelques pas dans l'Histoire, DIPC, État de Vaud, 1983 (avec P. Isoz)
- Histoire de la Commune de Préverenges, Ed. Foma, Lausanne, 1984 (avec P. Isoz)

## Sources
1. ↑  Jacques Herman, "Le Grand Orient de Suisse et le courant libéral", Revue historique vaudoise 2922, pp, 193-199 et 253.

- « Jacques Herman », sur la base de données des personnalités vaudoises sur la plateforme « Patrinum » de la Bibliothèque cantonale et universitaire de Lausanne.
- Ph+arts, 2004/04-05, n° 50 p. 19
- Les gerfauts
- http://www.editions-harmattan.fr/index.asp?navig=auteurs&obj=artiste&no=24529